# Robert Sean Leonard
Robert Sean Leonard, pseudonimo di Robert Lawrence Leonard (Westwood, 28 febbraio 1969), è un attore statunitense, conosciuto per il ruolo di James Wilson nella serie televisiva Dr. House - Medical Division e per aver interpretato il ruolo di Neil Perry ne L'attimo fuggente. Nel 2001 ha vinto il Tony Award per l'interpretazione nell'opera teatrale The Invention of Love.

## Biografia
Debutta al cinema nel 1986 in Gioco mortale - Manhattan Project e nell'anno successivo appare nel film La brillante carriera di un giovane vampiro, mentre il successo arriva per il ruolo di Neil Perry in L'attimo fuggente (1989) di Peter Weir, al fianco di Robin Williams. 
Altri suoi ruoli importanti sono in Swing Kids - Giovani ribelli (1993) di Thomas Carter, Molto rumore per nulla (1993), diretto da Kenneth Branagh, Mr. & Mrs. Bridge (1990) di James Ivory, L'età dell'innocenza (1993) di Martin Scorsese e Ritrovarsi (1994) di Robert Allan Ackerman.
Negli anni 2000 consolida la sua fama con il ruolo dell'oncologo James Wilson in
Dr. House - Medical Division, serie televisiva andata in onda tra il 2004 e il 2012.

### Vita privata
È sposato dal 2008 con Gabriella Salick, dalla quale ha avuto due figlie: Eleanor (2009) e Claudia (2012).

## Filmografia

### Cinema
- Gioco mortale (The Manhattan Project), regia di Marshall Brickman (1986)
- La brillante carriera di un giovane vampiro (My Best Friend Is a Vampire), regia di Jimmy Huston (1987)
- L'attimo fuggente (Dead Poets Society), regia di Peter Weir (1989)
- Mr. & Mrs. Bridge, regia di James Ivory (1990)
- Di coppia in coppia (Married to It), regia di Arthur Hiller (1991)
- Swing Kids - Giovani ribelli (Swing Kids), regia di Thomas Carter (1993)
- Molto rumore per nulla (Much Ado About Nothing), regia di Kenneth Branagh (1993)
- L'età dell'innocenza (The Age of Innocence), regia di Martin Scorsese (1993)
- Ritrovarsi (Safe Passage), regia di Robert Allan Ackerman (1994)
- Killer - Diario di un assassino (Killer: A Journal of Murder), regia di Tim Metcalfe (1996)
- I Love You, I Love You Not, regia di Billy Hopkins (1996)
- Standoff, regia di Andrew Chapman (1998)
- The Last Days of Disco, regia di Whit Stillman (1998)
- Rischio d'impatto (Ground Control), regia di Richard Howard (1998)
- Tape, regia di Richard Linklater (2001)
- Driven, regia di Renny Harlin (2001)
- Chelsea Walls, regia di Ethan Hawke (2001)
- The I inside, regia di Roland Suso Richter (2004)
- A Day in the Life, regia di Sticky Fingaz (2009)

### Televisione
- My Two Loves, regia di Noel Black – film TV (1986)
- Bluffing It, regia di James Steven Sadwith – film TV (1987)
- Normandy: The Great Crusade, regia di Christopher Koch – film TV (1994) - voce
- The Boys Next Door, regia di Noel Black – film TV (1996)
- La luce del crepuscolo (In the Gloaming), regia di Christopher Reeve – film TV (1997)
- Wasteland – serie TV, episodio 1x04 (1999)
- Oltre i limiti (The Outer Limits) – serie TV, episodio 6x20 (2000)
- The American Experience – serie TV, episodio 22x08 (2000)
- Come all'inferno (A Glimpse of Hell), regia di Mikael Salomon – film TV (2001)
- Corsairs, regia di Michael Dinner – film TV (2002)
- A Painted House, regia di Alfonso Arau – film TV (2003)
- Dr. House - Medical Division (House M.D.) – serie TV, 151 episodi (2004-2012) – James Wilson
- The Blacklist — serie TV, episodio 1x07 (2013)
- Falling Skies – serie TV, 9 episodi (2013-2014)
- Law & Order - Unità vittime speciali (Law & Order: Special Victims Unit) - serie TV, 3 episodi (2015-2016)
- The Hot Zone - Area di contagio (The Hot Zone) – serie TV, 6 episodi (2019)
- The Good Doctor – serie TV, episodio 3x03 (2020)
- The First Lady – serie TV, episodio 1x10 (2022)
- The Gilded Age – serie TV, 7 episodi (2023)

## Teatrografia
- Brighton Beach Memoirs di Neil Simon, regia di Gene Saks. 46th Street Theatre di Broadway (1986)
- Biloxi Blues di Neil Simon, regia di John Going. North Shore Music Theatre di Beverly (1987)
- Breaking the Code di Hugh Whitemore, regia di Clifford Williams. Neil Simon Theatre di Broadway (1987)
- Romeo e Giulietta di William Shakespeare, regia di Charles Keating. Playhouse 91 di New York (1990)
- When She Danced di Martin Sherman, regia di Tim Luscombe. Playwrights Horizons di New York (1990)
- The Speed of Darkness di Steve Tesich, regia di Peter Falls. Belasco Theatre di Broadway (1991)
- Candida di George Bernard Shaw, regia di Gloria Muzio. Criterion Center di Broadway (1993)
- Arcadia di Tom Stoppard, regia di Trevor Nunn. Vivian Beaumont Theatre di Broadway (1995)
- Dead End di Sidney Kingsley, regia di Nicholas Martin. Williamstown Theatre Festival di Williamstown (1997)
- Arriva l'uomo del ghiaccio di Eugene O'Neill, regia di Howard Davies. Brooks Atkinson Theatre di Broadway (1999)
- White People di J.T. Rogers, regia di Gus Reyers. Plays and Players Theatre di Filadelfia (2000)
- The Music Man, libretto e colonna sonora di Meredith Willson, regia di Susan Stroman. Neil Simon Theatre di Broadway (2000)
- The Invention of Love di Tom Stoppard, regia di Jack O'Brien. Lyceum Theatre di Broadway (2001)
- Awake and Sing! di Clifford Odets, regia di Arthur A. Seidelman. Roundabout Theatre Company di New York (2001)
- Fifth of July di Lanford Wilson, regia di Jo Bonney. Peter Norton Space di New York (2003)
- Lungo viaggio verso la notte di Eugene O'Neill, regia di Robert Falls. Plymouth Theatre di Broadway (2003)
- The Violet Hour di Richard Greenberg, regia di Evan Yionoulis. Biltmore Theatre di New York (2003)
- Born Yesterday di Garson Kanin, Cort Theatre di Broadway (2011)
- Pigmalione di George Bernard Shaw, regia di Nicholas Martin. Old Globe Theatre di San Diego e Williamstown Theatre Festival (2013)
- Il buio oltre la siepe, da Harper Lee, regia di Timothy Sheader. Regent's Park Open Air Theatre di Londra (2013)
- Camelot, libretto di Alan Jay Lerner, colonna sonora di Frederick Loewe, regia di Marcia Milgrom Dodge. Granada Theatre di Santa Barbara (2013)
- Il buio oltre la siepe, da Harper Lee, regia di Timothy Sheader. Regent's Park Open Air Theatre di Londra (2015)
- Prodigal Son scritto e diretto da John Patrick Shanley. Manhattan Theatre Club di New York (2015)
- Camelot, libretto di Alan Jay Lerner, colonna sonora di Frederick Loewe, regia di Mark Lamos. Westport Country Playhouse di Westport (2016)
- Sunday in the Park with George, libretto di James Lapine, colonna sonora di Stephen Sondheim, regia di Sarah Lapine. Hudson Theatre di Broadway (2017)
- Riccardo II di William Shakespeare, regia di Erica Schmidt. Old Globe di San Diego (2017)
- Edward Albee's At Home at the Zoo di Edward Albee, regia di Lila Neugebauer. Signature Theatre di New York (2018)

## Doppiatori italiani
Nelle versioni in italiano delle opere in cui ha recitato, Robert Sean Leonard è stato doppiato da: 
- Giorgio Borghetti in L'attimo fuggente, Molto rumore per nulla, The Last Day Of Disco, Blue Bloods, The First Lady
- Roberto Certomà in Dr. House - Medical Division, The Hot Zone - Area di contagio
- Vittorio De Angelis in L'età dell'innocenza, Di coppia in coppia, The Blacklist
- Loris Loddi ne La brillante carriera di un giovane vampiro, Swing Kids - Giovani ribelli
- Niseem Onorato in Killer - Diario di un assassino
- Riccardo Rossi in Mr. & Mrs. Bridge
- Vittorio Guerrieri in Rischio d'impatto
- Stefano Benassi in Ritrovarsi
- Fabrizio Vidale in Driven
- Simone D'Andrea in The I Inside
- Vladimiro Conti in Falling Skies
- Roberto Pedicini in Law & Order - Unità vittime speciali
- Alessandro Budroni in The Good Wife
- Sergio Lucchetti in The Good Doctor
- Francesco Pezzulli in The Gilded Age